# Снађи се, друже
„Снађи се, друже” је југословенски филм из 1981. године. Режирао га је Берислав Макаровић а сценарио је написао Јожа Хорват.
Јожа Хорват је сценарио написао по свом роману "Мачак под шљемом".

## Радња
Приказ ратних и шаљивих згода необичног партизана Илије Капаре и његовог ратног колеге Фрање Смоквине у калничком крају.

## Улоге
| Глумац             | Улога                     |
| ------------------ | ------------------------- |
| Миодраг Кривокапић | Илија Капара              |
| Иво Сердар         | Фрањо Смоквина            |
| Божидарка Фрајт    | Јања                      |
| Крешимир Зидарић   | Куслец, командант бригаде |
| Угљеша Којадиновић | Сирача-командант чете     |
| Јован Личина       | Надсатник пл. Бузан       |
| Божидар Орешковић  | Брицо                     |
| Мато Ерговић       | Велечасни                 |
| Вида Јерман        | Ленка                     |
| Жељко Мавровић     | Имбра Фалачец             |